# Dział Etnograficzny Muzeum w Koszalinie
Dział Etnograficzny Muzeum w Koszalinie (pot. Skansen Kultury Jamneńskiej) – jeden z działów Muzeum w Koszalinie, zlokalizowany w centrum Koszalina, przy ulicy Młyńskiej 37-39. Składa się z chaty rybackiej z 1869 roku, warsztatu szewca z początku XX wieku oraz zrekonstruowanej stodoły z kuźnią. Obiekty te przeniesione zostały tutaj ze wsi Dąbki w 1983 roku. Sam skansen powstał w roku 1982.
Budynki i ich otoczenie prezentują, w jaki sposób żyli i pracowali dawniej mieszkańcy podkoszalińskich wsi: Jamna i Łabusza (obecnie dzielnic Koszalina). 

## Budowa
Obiekty wzniesione są w konstrukcji słupowo-ryglowej z wypełnieniem szachulcowym. Dach chałupy jest trójspadowy, pokryty trzciną. Dach warsztatu posiada konstrukcję dwuspadową, również pokryty jest trzciną.

## Znaczenie
Na początku działalności w skansenie prezentowano zabytki Pomorza oraz mieszkańców Jamna. W skansenie mają miejsce stałe wystawy. Od roku 2001 prezentowana jest wystawa „Wyspa kulturowa. Wieś Jamno pod Koszalinem”, która prezentuje oryginalną kulturę jamneńską.